# من مادرم را کشتم
من مادرم را کشتم (به فرانسوی: J'ai tué ma mère، به انگلیسی: I Killed My Mother) فیلم زندگینامه‌ای درام کانادایی، به نویسندگی و کارگردانی  خاویر دولان و محصول سال ۲۰۰۹ میلادی است.

این فیلم پس از دریافت سه جایزه از بخش «دو هفتهٔ کارگردانان» جشنوارهٔ فیلم کن ۲۰۰۹، توجّه جهانیان را برانگیخت و پس از اتمام نمایش آن در جشنواره، با تشویق ۸ دقیقه‌ای تماشاگران مواجه شد.

دولان فیلم‌نامهٔ این فیلم را در ۱۶ سالگی نوشت و در ۱۹ سالگی آن را کارگردانی کرد. به گفتهٔ وی، این اثر از جهاتی نوعی خودزندگی‌نامه محسوب می‌شود.
من مادرم را کشتم، به‌عنوان نمایندهٔ کانادا، در بخش «بهترین فیلم غیر انگلیسی‌زبان» به هشتاد و دومین دوره جوایز اسکار معرّفی شد، ولی به مرحلهٔ نهایی راه نیافت.